# A Megváltó temploma (Peking)
A Megváltó temploma (救世主堂), vagy Északi templom Peking egyik legnagyobb és legrégebbi katolikus imahelye.

## Története
Építése 1703-ban kezdődött. A háromhajós templom fő elemei a gótika korát idézik, míg az épület előterét hagyományos kínai építészeti motívumok uralják. Az épület homlokzatától jobbra és balra egy-egy sárgacserepes kínai pavilon áll, bennük kő oroszlánszobrok és -táblák láthatók. A bejárathoz vezető teret tradicionális kínai védőkorlátok határolják, amelyeket fehér márványból faragtak. Az épület alapterülete 2200 négyzetméter, ezer ember befogadására alkalmas, tornyai 31 méter magasak. A kapuk mellett és közötti négy szent szobrát helyezték el. A bejáratot és az ablakokat fehérmárvány-faragások díszítik. A középső kapu felett rózsaablak van. A templom belsejében 36 oszlop osztja fel a teret és tartja a szerkezetet, magasságuk 15 méter. A természetes fény nyolcvan ablakon keresztül jut be a hajókba.